# David Spade
David Wayne Spade  (Birmingham, Michigan, 1964. július 22. –) amerikai színész, stand-up komikus, televíziós műsorvezető és író. 
Az 1990-es években a Saturday Night Live egyik szereplője volt, majd később színészi karrierbe kezdett mind a filmiparban, mind a televízióban. Olyan filmekben szerepelt, mint a Tommy Boy (1995), a Fekete bárány (1996), a Kismocsok (2001), a Kis nagy színész (2003), a Lúzer SC (2006), a Nevetséges hatos (2015), Az újrakezdés (2016) és A másik Missy (2020).

## Életpályája

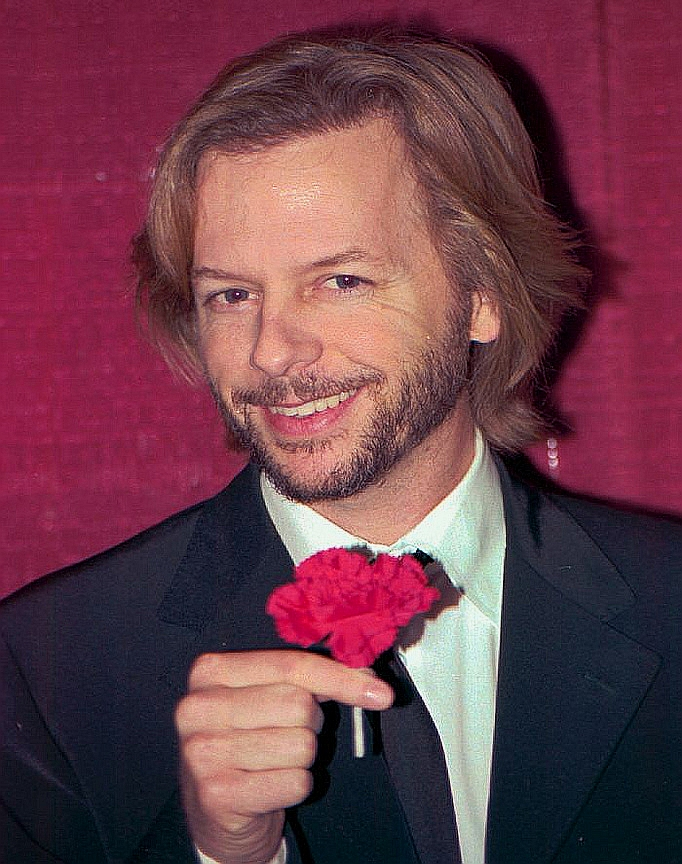
2004-ben

1964. július 22-én született a michigani Birminghamben, a három testvér közül ő a legfiatalabb. Anyja Judith. J. Meek író és szerkesztő, apja Wayne M. Spade értékesítési képviselő volt. Scottsdale-ben (négy éves korától), majd az arizonai Casa Grande-ban nevelkedett, és 1986-ban végzett az üzleti diplomával az Arizonai Állami Egyetemen. Spade barátai hatására stand-up komikus lett, bár eleinte csak egyetemeken és éjszakai klubokban lépett fel ország területén.
Egy casting ügynök felfedezte egyik műsorát a Los Angeles-i "The Improv" -ben, és szerepet ajánlott fel neki a Rendőrakadémia 4 filmben. 1990-ben végül a Saturday Night Live (1975) rendszeres szereplőjeként és írójaként jelent meg. Miután elvállalta a show-t, az első évadban éles humorával lépett fel, majd az SNL második évadjában számos különleges karaktert játszott különféle szituációkban. Spade olyan hírességeket utánzott, mint Michael J. Fox, Kurt Cobain és Tom Petty.
Az SNL-ből való kilépése után elkezdődött filmes karrierje. Chris Farley-vel együtt szerepelt a Tommy Boyban (1995) és a Fekete bárányban (1996). Farley 1997-ben elhunyt, kábítószer-túladagolás miatt. Azóta Spade olyan filmekben szerepelt, mint a  Kismocsok (2001) és a Kis nagy színész (2003). Az SNL volt tagjával, Rob Schneiderrel együtt szerepelt a Lúzer SC című filmben (2006). Szerepet kapott a Divatalnokokban is (1997). Ezek után az ABC Pimaszok, avagy kamaszba nem üt a mennykő (2002) című sorozatában Katey Sagal fegyelmezetlen unokaöccsének szerepét játszotta.
2005-ben a Comedy Central "Showbiz Show David Spade" (2005) című tv-műsorának főszereplője volt. 2007-ben szerepet kapott az Egy kapcsolat szabályai című sorozatban.

## Filmográfia

### Film
| Év   | Magyar cím                                          | Eredeti cím                           | Szerep                                | Magyar hang           |
| ---- | --------------------------------------------------- | ------------------------------------- | ------------------------------------- | --------------------- |
| 1987 | Rendőrakadémia 4. – Zseniális amatőrök az utcán     | Police Academy 4: Citizens on Patrol  | Kyle                                  | Bor Zoltán            |
| 1992 | Könnyű altató                                       | Light Sleeper                         | Teológiai kokszoló                    |                       |
| 1993 | Csúcsfejek                                          | Coneheads                             | Eli Turnbull                          | Stohl András          |
| 1994 | Nyakunkon az élet                                   | Reality Bites                         | a "Wienerschnitzel" menedzsere        |                       |
| 1994 | Vakvilág egyetem                                    | PCU                                   | Rand McPherson                        | Bozsó Péter           |
| 1995 | Tommy Boy                                           | Tommy Boy                             | Richard Hayden                        | Stohl András          |
| 1996 | Fekete bárány                                       | Black Sheep                           | Steven „Steve” Dodds                  | Schnell Ádám          |
| 1996 | A Brady család 2.                                   | A Very Brady Sequel                   | Sergio                                |                       |
| 1997 | Micsoda fejetlenség! – 8 fej egy szatyorban         | 8 Heads in a Duffel Bag               | Ernest „Ernie” Lipscomb               | Rajkai Zoltán         |
| 1998 | Az érzékek borzadalma                               | Senseless                             | Scott Thorpe                          | Viczián Ottó          |
| 1998 | Rugrats mozi – Fecsegő tipegők                      | The Rugrats Movie                     | Franklin vadőr (hangja)               | Mikó István           |
| 1999 | A veszett kutya                                     | Lost & Found                          | Dylan Ramsey                          | Alföldi Róbert        |
| 2000 | Lúzer                                               | Loser                                 | férfi a videokölcsönzőben             | Kapácsy Miklós        |
| 2000 | Eszeveszett birodalom                               | The Emperor's New Groove              | Kuzco császár (hangja)                | Fekete Zoltán         |
| 2001 | Kismocsok                                           | Joe Dirt                              | Joseph „Joe” Dirt                     | Rajkai Zoltán         |
| 2003 | Kis nagy színész                                    | Dickie Roberts: Former Child Star     | Dickie Roberts                        | Kálloy Molnár Péter   |
| 2005 | Pata-csata                                          | Racing Stripes                        | Szutyok (hangja)                      | Kerekes József        |
| 2005 | Nagycsávó                                           | Lil' Pimp                             | Nixon igazgató (hangja)               |                       |
| 2005 | Eszeveszett birodalom 2. – Kronk, a király          | Kronk's New Groove                    | Kuzco császár (hangja)                | Fekete Zoltán         |
| 2006 | A nagyi szeme fénye                                 | Grandma's Boy                         | Shiloh                                |                       |
| 2006 | Lúzer SC                                            | The Benchwarmers                      | Richie Goodman                        | Tahi József           |
| 2007 | Férj és férj                                        | I Now Pronounce You Chuck & Larry     | transzvesztita (cameo)                | Takátsy Péter         |
| 2010 | Nagyfiúk                                            | Grown Ups                             | Marcus Higgins                        | Rajkai Zoltán         |
| 2011 | Jack és Jill                                        | Jack & Jill                           | Monica                                | Rajkai Zoltán         |
| 2012 | Hotel Transylvania – Ahol a szörnyek lazulnak       | Hotel Transylvania                    | Griffin, a láthatatlan ember (hangja) | Rajkai Zoltán         |
| 2013 |                                                     | Jungle Master                         | Cain, a főnök (hangja)                |                       |
| 2013 | Hópihe                                              | Snowflake, the White Gorilla          | Allűr (hangja)                        | Gubányi György István |
| 2013 | Nagyfiúk 2.                                         | Grown Ups 2                           | Marcus Higgins                        | Rajkai Zoltán         |
| 2015 |                                                     | Space Breakout                        | Xanor (hangja)                        |                       |
| 2015 | Büntet a kismocsok 2.                               | Joe Dirt 2: Beautiful Loser           | Joseph "Joe" Dirt                     | Rajkai Zoltán         |
| 2015 |                                                     | I Am Chris Farley (dokumentumfilm)    | önmaga                                |                       |
| 2015 | Törtetők                                            | Entourage                             | önmaga                                | Czvetkó Sándor        |
| 2015 | Hotel Transylvania 2. – Ahol még mindig szörnyen jó | Hotel Transylvania 2                  | Griffin, a láthatatlan ember (hangja) | Rajkai Zoltán         |
| 2015 | Nevetséges hatos                                    | The Ridiculous 6                      | Custer tábornok                       |                       |
| 2016 | Az újrakezdés                                       | The Do-Over                           | Charlie McMillian                     |                       |
| 2017 |                                                     | Mad Families                          | Johnny Jon-John                       |                       |
| 2017 | Sandy Wexler                                        | Sandy Wexler                          | önmaga                                |                       |
| 2018 | Hotel Transylvania 3. – Szörnyen rémes vakáció      | Hotel Transylvania 3: Summer Vacation | Griffin, a láthatatlan ember (hangja) | Rajkai Zoltán         |
| 2018 |                                                     | Father of the Year                    | Wayne                                 |                       |
| 2018 | Kisvárosi maffia                                    | Warning Shot                          | Bobby                                 |                       |
| 2020 | A másik Missy                                       | The Wrong Missy                       | Tim Morris                            |                       |
| 2022 | Hotel Transylvania – Transzformánia                 | Hotel Transylvania: Transformania     | Griffin, a láthatatlan ember (hangja) | Rajkai Zoltán         |

### Videójátékok
| Év   | Cím                                  | Szerep         |
| ---- | ------------------------------------ | -------------- |
| 2006 | The Legend of Spyro: A New Beginning | Sparx (hangja) |

### Videóklipek
| Év   | Előadó       | Cím              |
| ---- | ------------ | ---------------- |
| 1993 | Adam Sandler | Buddy            |
| 2018 | Bhad Bhabie  | Gucci Flip Flops |